# Activated
Activated, född 7 maj 2015 på Menhammar stuteri på Ekerö, är en svensk varmblodig travhäst. Hon tränas av Fredrik Wallin och körs av Carl Johan Jepson.
Activated började tävla i juli 2017, i ett lopp på Axevalla travbana, där hon slutade oplacerad efter galopp. Hon tog sin första seger i den andra starten. Hon har till december 2021 sprungit in 6,4 miljoner kronor på 42 starter varav 12 segrar, 4 andraplatser och 3 tredjeplatser. Hon har tagit karriärens hittills största segrar i Stochampionatet (2019) och Drottning Silvias Pokal (2019). Hon har även segrat i Breeders' Crown för 2-åriga (2017) samt kommit på andraplats i Breeders' Crown för 4-åriga ston (2019).
Både vid segern i Stochampionatet och Drottning Silvias Pokal segrade hon över storfavoriten Conrads Rödluva.
Hon utsågs till "Årets Sto" 2019.

## Utmärkelser
För sitt framgångsrika 2019 blev hon en av fyra nominerade hästar till titeln "Årets Häst" vid Hästgalan, samt till titlarna "Årets Sto" och "Årets 4-åring". Hon vann utmärkelsen "Årets Sto" 2019.